# Farid Talhaoui
Farid Talhaoui (Angers, 10 febbraio 1982) è un calciatore marocchino, centrocampista del Ménival.

## Carriera

### Nazionale
Nel 2004 ha fatto parte della selezione marocchina che ha partecipato ai Giochi della XXVIII Olimpiade.

## Palmarès

### Club

#### Competizioni nazionali
- Campionato marocchino: 1

Wydad Casablanca: 2009-2010